# All the Right Wrongs
All the Right Wrongs (en español: Todos los errores correctos) es el EP debut de la cantautora estadounidense, Emily Osment.
El primer sencillo es "All The Way Up", que consiguió entrar en listas de sencillos de varios charts internacionales, como Canadian Hot 100, donde alcanzó el número 76. Osment coescribió todas las canciones en el EP. Emily estuvo por Estados Unidos y Canadá, en la gira promocional "Halloween Party" dentro del Markville Shopping Center de Toronto, Canadá y en su gira oficial "Clap Your Hands", que fue establecida mayormente en los House of Blues, para promover este EP.

## Antecedentes
Osment comenzó su primer trabajo en el álbum a mediados de 2008, en la época en la filmación de la segunda temporada de la serie de Disney Channel, Hannah Montana. Al ser entrevistada en el backstage de los Grammy en 2008, Osment dijo que ella estaría trabajando en su próximo proyecto con Eve 6 , presumible mente para su álbum debut. En una entrevista sobre su próximo álbum a finales de ese año, Osment comentó sobre el sonido del álbum, diciendo
"Las canciones del disco son de cuatro personas diferentes, que escribió con cuatro personas diferentes, y todos ellos tenían para que quepa en el disco juntos ... Yo como que acabo de hacer mi propia cosa. Escucho un montón de Alanis Morissette, con la cual me inspiré de ella y su canción "Jagged Little Pill" ... Hay un montón de borde al (álbum de Emily) ... Me encanta oír las guitarras y los tambores en las canciones. "
Osment más tarde declaró que el EP será lanzado por Wind-up Records, el 27 de octubre de 2009. Osment más tarde describió que su música sería "definitivamente pop pero con un rock alternativo". Ha colaborado en algunas canciones con Tom Higgenson , Max Collins , Tony Fagenson , Toby Gad y Mandi Perkins . El 18 de septiembre de 2009, Osment publicó la lista de canciones para el álbum en su página oficial de Twitter.
Poco después, Osment rápidamente se apresuró para lanzar su álbum debut. Osment anunció que el primer sencillo del álbum sería puesto en libertad pocos meses antes del lanzamiento del álbum, y unos meses más tarde, Wind-up Records anunció que "All the Way Up" fue lanzado como primer sencillo del álbum el 25 de agosto de 2010. El sencillo se estrenó en Radio Disney las críticas fueron mixtas. Osment y su sello discográfico se dieron cuenta rápidamente que necesitaban para promocionar el álbum, y Osment comenzó a viajar con sus compañeros de sello Push Play , que se presentó en el video musical de "All The Way Up ". Los dos artista de gira juntos más tarde condujo a cameo de Osment en el video musical de su sencillo, "Midnight Romeo." Osment más tarde se embarcó en una gira de 4 Fechas en Canadá como solista. Más tarde se embarcó en su gira "Halloween Bash", ambientada en el House of Blues. Después de varias apariciones en televisión, se embarcó en su gira "Clap Your Hands Tour", que tenía varias fechas alrededor de los EE. UU., situado en House of Blues ubicaciones.

## Composición
Todos los temas se deriva principalmente de los géneros del rock alternativo y rock independiente al tiempo que incorpora el pop adolescente. La música en el álbum han sidos comparado con artistas como Alanis Morissette y Radiohead, que son dos de las mayores inspiraciones musicales de Osment. "All The Way Up" ha sido llamado una canción de "diversión" que te hace querer levantarse y bailar."Average Girl" también ha sido aceptado por los críticos como un tema destacado en el álbum, declarando que muestra la capacidad vocal de Osment perfectamente. "Found Out About You" ha sido comparado con los últimos lanzamientos de P!nk , y el ritmo de la canción ha sido elogiado. "I Hate the Homecoming Queen" de la chica popular que suele dominar la escuela secundaria. La canción ha sido llamada la diversión por algunos críticos, sin embargo, otros lo han llamado "cojo" e "inmaduro". "You Are the Only One", segundo sencillo del álbum, también ha sido un tema destacado en el álbum, y se ha convertido en un favorito de los fanes. "What About Me", la canción de cierre, es el más lento en el álbum. Muchos críticos han elogiado la canción, que calificó de "hermosa".

## Recepción de la crítica
Allmusic le dio al álbum una de revisión menos estelar, afirmando que "Después de coquetear con el pop y el país, en sus primeras grabaciones, Emily Osment se sometió a un cambio de imagen de rock & roll para su debut EP, All the Right Wrongs. Sesiones de composición con Eve 6 y Plain White T produjo suficiente forraje punky para el disco, y su transformación se reflejó aún más por una página de MySpace reestructurado, que contó con pinups de Radiohead, Beck, the Pixies, y otros alimentos básicos de una colección de discos respetuoso".

## Sencillos
- «All The Way Up» es el sencillo debut de Emily Osment y fue estrenado en VEVO; contiene un video y llegó a los charts en varias semanas.
- «You Are The Only One es» el segundo sencillo. Tuvo éxito en Radio Disney, donde llegó al puesto 3 en Top20. Esta canción se promocionó mucho en los recitales de Emily en el "House of Blues".

### Sencillos promocionales
- "Average Girl" fue lanzado como el tercer sencillo en Radio Disney el 12 de marzo de 2010. Es la segunda canción del álbum para ser lanzado estrictamente como un sencillo promocional. Debido a que fue un sencillo solo lanzado para Radio Disney, el video no fue hecho.
- "What About Me" fue lanzado como el tercer sencillo promocional el 13 de marzo de 2010, un día después de "Average Girl". La canción es una balada que habla de la decepción de Osment que en un romance no era como en los cuentos de hadas. No se hizo ningún video de este sencillo.

## Promoción
En el apoyo del EP, Osment hizo muchas interpretaciones diferentes. El 1 de octubre de 2009 tuvo un rendimiento en la tienda de Walmart en San Jacinto, California. El 27 de octubre de 2009 tenía una firma de autógrafos en Best Buy en Westbury, Nueva York. Ella fue entrevistada por el canal de televisión canadiense de música Much Music en MuchOnDemand el jueves 29 de octubre de 2009. Ella realizó su sencillo "All The Way Up" en directo, en el desempeño de "You Are The Only One" para el sitio en línea. En la mañana del 30 de octubre se realizó en el programa matutino de Canadá, Desayuno Televisión.
El sábado, 31 de octubre de 2009 celebró un evento en el Shopping Centre Markville en Markham, Ontario, en apoyo del EP. Los primeros aficionados que se presentaron en traje recibieron gratis mini-posters. Las personas se alinearon con pulseras para conseguir el autógrafo de Emily a las 5 PM. Emily realizó un conjunto completo de canciones incluyendo las 6 canciones de su EP, All the Right Wrongs, de la que ella estaba promocionando, además de un cover de Radiohead's "High and Dry". Después de la actuación, firmó autógrafos. Ella fue solo debía permanecer 1:30 a 2:45, pero se quedó mucho más allá de la hora programada.
Se fue de gira con Push Play a partir del 12 de noviembre de 2009 al 28 de noviembre de 2009. El 17 de noviembre de 2009 se realizó una versión acústica de All The Way Up. El 13 de diciembre de 2009 actuó en CityWalk de CityRockin en el espectáculo de vacaciones en Los Ángeles. Ella pasó a las 7:15 p. m. y tuvo una firma de autógrafos. El 10 de diciembre de 2009 se anunció en MuchOnDemand que ella iba a tener 4 fechas en la gira canadiense. El viaje duró del 7 de enero a 11 de enero de 2009.

## Canciones
| Edición estándar |                               |                                                       |          |  |
| N.º              | Título                        | Escritor(es)                                          | Duración |  |
| 1.               | «All The Way Up»              | Emily Osment, James Maxwell Collins, Anthony Fagenson | 3:10     |  |
| 2.               | «Average Girl»                | Osment, Thomas Higgenson                              | 3:24     |  |
| 3.               | «Found Out About You»         | Osment, Matthew Bair, Tim Pagnotta                    | 3:22     |  |
| 4.               | «I Hate The Homecoming Queen» | Osment, Collins, Fagenson                             | 2:45     |  |
| 5.               | «You Are The Only One»        | Osment, Collins, Fagenson                             | 2:56     |  |
| 6.               | «What About Me»               | Osment, Bair                                          | 3:42     |  |

| Edición Internacional |                     |              |          |  |
| N.º                   | Título              | Escritor(es) | Duración |  |
| 7.                    | «One Of Those Days» | Osment       | 3:28     |  |
| 8.                    | «Unnadicted»        | Osment       | 3:36     |  |

## Posicionamiento

### Listas
| Gráfica (2009)                   | Mejor posición |
| -------------------------------- | -------------- |
| Estados Unidos 'Billboard' 200   | 117            |
| Estados Unidos Heatseeker Albums | 1              |